# رمضانعلی سنگدوینی
رمضانعلی سنگدوینی سیاستمدار اصولگرا ایرانی است. وی موفق شد در یازدهمین انتخابات مجلس شورای اسلامی که در تاریخ ۲ اسفند ۱۳۹۸ برگزار شد، با کسب ۵۳ هزار و ۱۰۰ رای از مجموع ۲۰۱ هزار و ۱۱۴ رای گرفته شده، از حوزه انتخابیه گرگان و آق قلا از استان گلستان انتخاب گردد و به مجلس راه یابد.

## حاشیه‌های فرزند
طبق اسناد منتشر شده، «نفیسه سنگدوینی»، فرزند رمضانعلی سنگدوینی، نمایندهٔ گرگان در مجلس، با مدرک کارشناسی IT از دانشگاه آزاد ساری و بدون کسب نمرهٔ قبولی، در سمت مسئول دبیرخانه و اسناد معاونت توسعه مدیریت و سرمایه انسانی وزارت نفت، جذب شده است.